# Paolo dal Pozzo Toscanelli

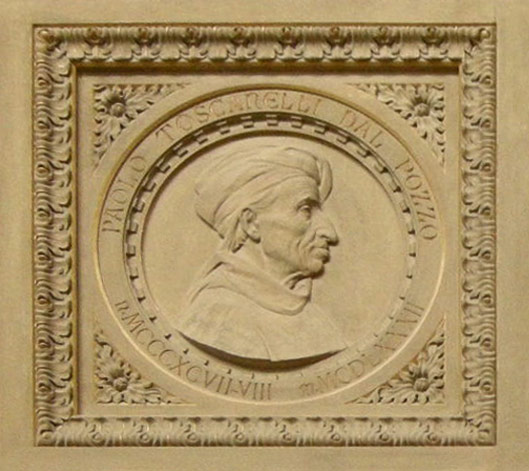
Paolo dal Pozzo Toscanelli

Paolo dal Pozzo Toscanelli (Florència, 1397 - 10 o 15 de maig de 1482) fou un matemàtic, astrònom i cosmògraf italià. Va ser el fill del físic Dominic Toscanelli. Va aprendre matemàtiques a la Universitat de Pàdua i es va graduar el 1424 amb el títol de doctor de medicina. Allà va travar amistat amb el polifacètic cardenal Nicolau de Cusa. De tornada a la seva ciutat natal va ajudar a Brunelleschi amb els càlculs per a la construcció de la cúpula de Santa Maria del Fiore.
Amb el metge portuguès Fernão Martíns de Roriz va sostenir converses sobre la possibilitat del viatge a les Índies.
Va fer anotacions de les seves observacions de cometes i va calcular les seves òrbites. Entre aquests hi havia el cometa de Halley el 1456. En realitat no va deixar pràcticament cap obra escrita, i els seus sabers són més aviat especulacions. Es diu que va enviar una carta i un mapa a la cort de Lisboa, detallant un esquema per navegar a les illes de les Espècies recorrent l'oest, però avui es tendeix a creure que es tracta d'una falsificació, encara que ha donat lloc a incomptables comentaris: ningú va veure mai aquesta correspondència ni hi ha cap altra constància d'ella, llevat de còpies que són evidents falsificacions.
Així, una suposada còpia d'aquesta carta i mapa hauria estat enviada a Cristòfor Colom qui l'hauria fet servir en el seu primer viatge. La carta adreçada a Colom només és coneguda per la versió castellana que de la mateixa va fer fra Bartolomé de las Casas i en ella parla de la ruta a l'Índia per occident. Els càlculs de Toscanelli, que no tenia la millor experiència com cosmògraf i mai havia sortit de Florència, donarien a la terra una circumferència d'uns 29.000 km, en lloc dels 40.000 reals. Aquest error es va produir al basar-se en els càlculs erronis de Ptolemeu. Aquesta confusió hauria tingut dos efectes de gran importància; en primer lloc, gràcies a ella Colom va poder demanar el suport de la monarquía castellana, que difícilment hagués obtingut de conèixer la distància real a Cipangu, el seu destí original. En segon lloc, va propiciar la identificació de les terres del Carib amb les illes de l'Àsia oriental, per part de l'almirall. Però això són especulacions construïdes sobre altres especulacions.